# 조란 쿤티치
조란 쿤티치(1967년 3월 23일 ~ )는 세르비아의 전직 축구 선수 출신 축구 감독이다. 현역 시절 포지션은 공격수였다. K리그시절 등록명은 쿤티치였다.
한편, 포항제철 아톰즈가 팀의 공격력을 강화하기 위해 스카우트했는데 오랜 부상과 재활을 하고 있던 터라 정상적인 몸상태가 아니었으며 입단 테스트에서 고향 친구 라데가 공만 잡으면 무조건 쿤티치에게만 패스를 주는 덕에 간신히 통과하여 입단했고 1993년 7월 24일 LG전(포항전용구장)에 첫 선을 보였으며 데뷔전에서 선제골(장영훈)을 어시스트했지만 또다시 부상이 재발하여 중도하차했다.
1. ↑  “스포츠 단신”. 동아일보. 1993년 5월 7일. 2022년 6월 20일에 확인함.
2. ↑  “유고 용병「라데」득점·어시스트 선두”. 중앙일보. 1993년 7월 30일. 2022년 6월 20일에 확인함.